# Richard Plantagenet, Duce de York
Richard de York, al 3-lea Duce de York (21 septembrie 1411 – 30 decembrie 1460), a fost strănepot al regelui Eduard al III-lea al Angliei prin tatăl său și stră-str-strănepot al aceluiași rege prin mama sa. A moștenit moșii întinse și a deținut câteva funcții oficiale în Franța la sfârșitul Războiului de 100 de Ani și a condus Anglia ca Lord Protector în timpul nebuniei regelui Henric al VI-lea. Conflictele lui cu soția lui Henric, Margareta de Anjou, și cu alți membri ai curții regelui, precum și cererea sa extrem de puternică de pretendent la tron, au fost un factor important în schimbărilor politice de la mijlocul secolului al XV-lea din Anglia și o cauză majoră a Războiului celor Două Roze. În cele din urmă Richard a încercat să ia tronul, dar a fost descurajat, deși s-a ajuns la un acord că el va deveni rege la moartea lui Henric. În termen de câteva săptămâni de la acest acord, el a murit în luptă. 
Deși Richard nu a devenit niciodată rege, a fost tatăl a doi regi ai Angliei: Eduard al IV-lea și Richard al III-lea.

## Descendență
Richard Plantagenet, al 3-lea Duce de York, fiu al lui Richard de Conisburgh, Conte de Cambridge și a soției acestuia, Anne Mortimer, s-a născut la 21 septembrie 1411. Mama lui Anne a fost fiica lui Roger Mortimer, Conte de March și a Eleanor Holland, și a fost str-strănepoata lui  Lionel de Antwerp, al doilea fiu al regelui Eduard al III-lea. Acest lucru a dat, fără îndoială, Annei și familiei ei prioritate în pretenția la tron față de cea a Casei de Lancaster, care nu provenea dintr-o linie linie continuă de sex masculin.
De partea tatălui său, Richard pretindea tronul direct pe linie masculină, tatăl său fiind nepotul regelui Eduard al III-lea al Angliei prin cel de-al patrulea fiu, Edmund de Langley, Duce de York și a primei soții a acestuia, Isabela de Castilia.
Se spune că mama lui Richard, Anne, a murit dându-i naștere, iar tatăl său, Contele de Cambridge, a fost decapitat la 5 august 1415 pentru rolul său în Complotul Southampton  împotriva regelui Henric al V-lea. Micul orfan în vârstă de patru ani, Richard, a devenit moștenitorul tatălui său. Richard a avut o singură soră, Isabel, Contesă de Essex.
În termen de câteva luni de la moartea tatălui său, unchiul lui Richard care nu avea copii, Edward de Norwich, al 2-lea Duce de York, a fost ucis în Bătălia de la Agincourt la 25 octombrie 1415. După unele ezitări, Henric al V-lea i-a permis lui Richard să moștenească titlul unchiului său și (la majorat) pământurile ducatului de York. Titluri mai mici și moșiile mari ale comitatului March au devenit, de asemenea, proprietatea lui Richard odată cu decesul unchiului matern, Edmund Mortimer, la 19 ianuarie 1425. Motivul ezitărilor lui Henric a fost că Edmund Mortimer a fost proclamat de mai multe ori de a avea o pretenție mai puternică la tron decât tatăl lui Henric, Henric al IV-lea al Angliei, de către facțiuni de răzvrătiți împotriva lui. Cu toate acestea, în timpul vieții sale, Mortimer a rămas un susținător fidel al Casei de Lancaster.
Richard de York deținea deja pretențiile la tronul Angliei ale lui Mortimer și Cambridge; odată cu moștenirea March, el a devenit cel mai bogat și cel mai puternic nobil din Anglia, al doilea după însuși regele.

## Copilărie
Ca orfan, venitul lui Richard din proprietatea lui, era gestionat de coroană. Chiar dacă multe dintre teritoriile unchiul său de York au fost acordate pe viață, sau lui și moștenitorilor săi de sex masculin, restul teritoriilor, concentrate în Lincolnshire, Northamptonshire, Yorkshire, Wiltshire și Gloucestershire au fost considerabile. Tutela unui astfel de orfan a fost, prin urmare, un dar prețios pentru coroană, iar în octombrie 1417 acesta a fost încredințat lui Ralph Neville, Conte de Westmorland. Ralph Neville avea o familie mare (douăzeci și trei copii, dintre care douăzeci au supraviețuit copilăriei, prin două soții) și a avut mai multe fete care aveau nevoie de soți. În 1424 el l-a logodit pe tânărul Richard de 13 ani cu fiica lui, Cecily Neville, atunci în vârstă de 9 ani.
În octombrie 1425, când Ralph Neville a murit, el a lăsat tutela copilului văduvei sale, Joan Beaufort. De acum, tutela era și mai valoroasă, Richard moștenind domeniile Mortimer la moartea contelui de March. 
Se știu puține lucruri din copilăria lui Richard. La data de 19 mai 1426 a fost înnobilat la Leicester de Ioan de Lancaster, Duce de Bedford, fratele mai mic al regelui Henric al V-lea. În octombrie 1429 (sau mai devreme), căsătoria lui cu Cecily Neville a avut loc. La 6 noiembrie el a fost prezent la încoronarea oficială a lui Henric al VI-lea la Westminster Abbey. L-a urmat pe Henric în Franța, fiind prezent la încoronarea sa ca rege al Franței la Notre Dame, la 16 decembrie 1431. În cele din urmă, la 12 mai 1432 a intrat în posesia moștenirii sale și i s-a acordat un control complet al moșiilor sale.